# Epinephelus niphobles
 Epinephelus niphobles és una espècie de peix de la família dels serrànids i de l'ordre dels perciformes.

## Morfologia
Els mascles poden assolir els 48 cm de longitud total.

## Distribució geogràfica
Es troba al Pacífic oriental.